# السنامة (المحويت)

تعديل مصدري - تعديل

السنامة هي إحدى قرى عزلة بني ابجر بمديرية المحويت التابعة لمحافظة المحويت، بلغ تعداد سكانها 469 نسمة حسب تعداد اليمن لعام 2004.